# Élections municipales de 2013 dans Marguerite-D'Youville
Pour un article plus général, voir Élections municipales de 2013 en Montérégie.
Cet article concerne les élections municipales de 2013 en Montérégie dans la municipalité régionale de comté de Marguerite-D'Youville.

## Calixa-Lavallée
| Candidats pour la mairie       | Vote | %     |
| ------------------------------ | ---- | ----- |
| Daniel Plouffe                 | 201  | 53,17 |
| Claude Jutras                  | 177  | 46,83 |
| Taux de participation : 83,6 % |      |       |

| Candidats conseiller #1       | Vote            | %               |
| ----------------------------- | --------------- | --------------- |
| Ghislain Beauregard (Sortant) | Sans opposition | Sans opposition |

| Candidats conseiller #2 | Vote            | %               |
| ----------------------- | --------------- | --------------- |
| Daniel Palardy          | Sans opposition | Sans opposition |

| Candidats conseiller #3 | Vote | %     |
| ----------------------- | ---- | ----- |
| Rémi Francis            | 221  | 62,08 |
| Jean Roux               | 135  | 37,92 |

| Candidats conseiller #4 | Vote            | %               |
| ----------------------- | --------------- | --------------- |
| Bruno Napert (Sortant)  | Sans opposition | Sans opposition |

| Candidats conseiller #5   | Vote            | %               |
| ------------------------- | --------------- | --------------- |
| Pierre St-Louis (Sortant) | Sans opposition | Sans opposition |

| Candidats conseiller #6     | Vote            | %               |
| --------------------------- | --------------- | --------------- |
| Sylvette Savaria (Sortante) | Sans opposition | Sans opposition |

## Contrecœur
| Partis                         | Partis             | Candidats pour la mairie     | Vote  | %     |
| ------------------------------ | ------------------ | ---------------------------- | ----- | ----- |
|                                | Indépendant        | Suzanne Dansereau (Sortante) | 1 609 | 53,44 |
|                                | Vision Contrecoeur | Madeleine Bisson             | 1 169 | 38,82 |
|                                | Indépendant        | Marie Cornelissen            | 233   | 7,74  |
| Taux de participation : 54,3 % |                    |                              |       |       |

| Partis | Partis             | Candidats conseiller #1 | Vote | %     |
| ------ | ------------------ | ----------------------- | ---- | ----- |
|        | Indépendant        | Mario Gervais           | 264  | 52,80 |
|        | Vision Contrecoeur | Josée Dumais            | 236  | 47,20 |

| Partis | Partis             | Candidats conseiller #2 | Vote | %     |
| ------ | ------------------ | ----------------------- | ---- | ----- |
|        | Vision Contrecoeur | Caroline Monti          | 274  | 54,91 |
|        | Indépendant        | Claude Bérard (Sortant) | 225  | 45,09 |

| Partis | Partis             | Candidats conseiller #3 | Vote | %     |
| ------ | ------------------ | ----------------------- | ---- | ----- |
|        | Indépendant        | Eric Tessier            | 345  | 61,06 |
|        | Vision Contrecoeur | Huguette Courchesne     | 220  | 38,94 |

| Partis | Partis             | Candidats conseiller #4 | Vote | %     |
| ------ | ------------------ | ----------------------- | ---- | ----- |
|        | Indépendante       | Maud Allaire (Sortante) | 362  | 70,57 |
|        | Vision Contrecoeur | Lise Fontaine           | 151  | 29,43 |

| Partis | Partis             | Candidats conseiller #5 | Vote | %     |
| ------ | ------------------ | ----------------------- | ---- | ----- |
|        | Indépendant        | André Gosselin          | 243  | 52,71 |
|        | Vision Contrecoeur | Jean Fortin             | 218  | 47,29 |

| Partis | Partis             | Candidats conseiller #6 | Vote | %     |
| ------ | ------------------ | ----------------------- | ---- | ----- |
|        | Vision Contrecoeur | Jean-Yves Gendron       | 199  | 44,72 |
|        | Indépendant        | Jean Grenier            | 178  | 40,00 |
|        | Indépendant        | Norbert Dallaire        | 68   | 15,28 |

## Saint-Amable
| Partis                         | Partis           | Candidats pour la mairie | Vote  | %     |
| ------------------------------ | ---------------- | ------------------------ | ----- | ----- |
|                                | Essor            | François Gamache         | 1 925 | 59,25 |
|                                | Action St-Amable | Jasen Coady              | 1 324 | 40,75 |
| Taux de participation : 39,3 % |                  |                          |       |       |

| Partis | Partis           | Candidats conseiller #1   | Vote  | %     |
| ------ | ---------------- | ------------------------- | ----- | ----- |
|        | Essor            | Monique Savard (Sortante) | 1 815 | 56,16 |
|        | Action St-Amable | Raynald Roy               | 1 417 | 43,84 |

| Partis | Partis           | Candidats conseiller #2  | Vote  | %     |
| ------ | ---------------- | ------------------------ | ----- | ----- |
|        | Essor            | Dominic Gemme (Sortante) | 1 795 | 55,94 |
|        | Action St-Amable | Guillaume Morin          | 1 414 | 44,06 |

| Partis | Partis           | Candidats conseiller #3           | Vote  | %     |
| ------ | ---------------- | --------------------------------- | ----- | ----- |
|        | Essor            | Clairette Gemme McDuff (Sortante) | 1 750 | 54,16 |
|        | Action St-Amable | Mélissa Bernard                   | 1 481 | 45,84 |

| Partis | Partis           | Candidats conseiller #4     | Vote  | %     |
| ------ | ---------------- | --------------------------- | ----- | ----- |
|        | Essor            | Nathalie Poitras (Sortante) | 1 678 | 51,89 |
|        | Action St-Amable | Bruno Champagne             | 1 556 | 48,11 |

| Partis | Partis           | Candidats conseiller #5 | Vote  | %     |
| ------ | ---------------- | ----------------------- | ----- | ----- |
|        | Essor            | Mario McDuff (Sortant)  | 1 804 | 55,73 |
|        | Action St-Amable | Véronique Martel        | 1 433 | 44,27 |

| Partis | Partis           | Candidats conseiller #6   | Vote  | %     |
| ------ | ---------------- | ------------------------- | ----- | ----- |
|        | Essor            | Pierre Vermette (Sortant) | 1 770 | 54,73 |
|        | Action St-Amable | Dominique Labelle         | 1 464 | 45,27 |

## Sainte-Julie
| Partis | Partis                                    | Candidats pour la mairie | Vote            | %               |
| ------ | ----------------------------------------- | ------------------------ | --------------- | --------------- |
|        | La voix des citoyens - Équipe Suzanne Roy | Suzanne Roy (Sortante)   | Sans opposition | Sans opposition |

| Partis | Partis                                    | Candidats district de la Belle-Rivière-Ringuet (1) | Vote            | %               |
| ------ | ----------------------------------------- | -------------------------------------------------- | --------------- | --------------- |
|        | La voix des citoyens - Équipe Suzanne Roy | Isabelle Poulet (Sortante)                         | Sans opposition | Sans opposition |

| Partis | Partis                                    | Candidats district du Moulin (2) | Vote            | %               |
| ------ | ----------------------------------------- | -------------------------------- | --------------- | --------------- |
|        | La voix des citoyens - Équipe Suzanne Roy | André Lemay (Sortant)            | Sans opposition | Sans opposition |

| Partis | Partis                                    | Candidats district de la Vallée (3) | Vote            | %               |
| ------ | ----------------------------------------- | ----------------------------------- | --------------- | --------------- |
|        | La voix des citoyens - Équipe Suzanne Roy | Jocelyn Ducharme                    | Sans opposition | Sans opposition |

| Partis | Partis                                    | Candidats district du Rucher (4) | Vote | %     |
| ------ | ----------------------------------------- | -------------------------------- | ---- | ----- |
|        | La voix des citoyens - Équipe Suzanne Roy | Nicole Marchand (Sortante)       | 687  | 56,54 |
|        | Indépendant                               | Yann Marcotte                    | 528  | 43,46 |

| Partis | Partis                                    | Candidats district du Vieux-Village (5) | Vote            | %               |
| ------ | ----------------------------------------- | --------------------------------------- | --------------- | --------------- |
|        | La voix des citoyens - Équipe Suzanne Roy | Mario Lemay (Sortant)                   | Sans opposition | Sans opposition |

| Partis | Partis                                    | Candidats district du Grand-Coteau (6) | Vote | %     |
| ------ | ----------------------------------------- | -------------------------------------- | ---- | ----- |
|        | La voix des citoyens - Équipe Suzanne Roy | Normand Varin (Sortant)                | 784  | 70,25 |
|        | Indépendante                              | Isabelle Lavoie                        | 332  | 29,75 |

| Partis | Partis                                    | Candidats district de l'Arc-en-Ciel (7) | Vote | %     |
| ------ | ----------------------------------------- | --------------------------------------- | ---- | ----- |
|        | La voix des citoyens - Équipe Suzanne Roy | Henri Corbin (Sortant)                  | 846  | 61,57 |
|        | Indépendante                              | Valérie Renaud                          | 446  | 32,46 |
|        | Indépendant                               | André Bouvier                           | 82   | 5,97  |

| Partis | Partis                                    | Candidats district de la Montagne (8) | Vote | %     |
| ------ | ----------------------------------------- | ------------------------------------- | ---- | ----- |
|        | La voix des citoyens - Équipe Suzanne Roy | Lucie Bisson (Sortante)               | 816  | 72,02 |
|        | Indépendant                               | Paul Lorion                           | 317  | 27,98 |

## Varennes
| Partis                         | Partis                                 | Candidats pour la mairie | Vote  | %     |
| ------------------------------ | -------------------------------------- | ------------------------ | ----- | ----- |
|                                | Parti durable - Équipe Damphousse      | Martin Damphousse        | 6 979 | 80,15 |
|                                | Regroupement des candidats de quartier | Yves Tremblay            | 1 728 | 19,85 |
| Taux de participation : 55,3 % |                                        |                          |       |       |

| Partis | Partis                                 | Candidats district La Guillaudière (1) | Vote | %     |
| ------ | -------------------------------------- | -------------------------------------- | ---- | ----- |
|        | Parti durable - Équipe Damphousse      | Marc-André Savaria                     | 753  | 74,93 |
|        | Regroupement des candidats de quartier | Line Gagnon                            | 252  | 25,07 |

| Partis | Partis                                 | Candidats district La Sitière (2) | Vote | %     |
| ------ | -------------------------------------- | --------------------------------- | ---- | ----- |
|        | Parti durable - Équipe Damphousse      | Lyne Beaulieu (Sortante)          | 840  | 81,95 |
|        | Regroupement des candidats de quartier | Carole Néron                      | 185  | 18,05 |

| Partis | Partis                                 | Candidats district Langloiserie (3) | Vote | %     |
| ------ | -------------------------------------- | ----------------------------------- | ---- | ----- |
|        | Parti durable - Équipe Damphousse      | Francis Rinfret (Sortant)           | 878  | 84,02 |
|        | Regroupement des candidats de quartier | Nickolas Aubin-Brushey              | 167  | 15,98 |

| Partis | Partis                                 | Candidats district Notre-Dame (4) | Vote | %     |
| ------ | -------------------------------------- | --------------------------------- | ---- | ----- |
|        | Parti durable - Équipe Damphousse      | Denis Le Blanc (Sortant)          | 581  | 54,10 |
|        | Regroupement des candidats de quartier | Jean Robert                       | 493  | 45,90 |

| Partis | Partis                                 | Candidats district Petite-Patrie (5) | Vote | %     |
| ------ | -------------------------------------- | ------------------------------------ | ---- | ----- |
|        | Parti durable - Équipe Damphousse      | Bruno Desjarlais (Sortant)           | 894  | 78,63 |
|        | Regroupement des candidats de quartier | Nathalie Béland                      | 220  | 19,35 |

| Partis | Partis                                 | Candidats district Les Seigneuries (6) | Vote | %     |
| ------ | -------------------------------------- | -------------------------------------- | ---- | ----- |
|        | Parti durable - Équipe Damphousse      | Natalie Parent (Sortante)              | 938  | 83,23 |
|        | Regroupement des candidats de quartier | Mireille Scheen                        | 189  | 16,77 |

| Partis | Partis                                 | Candidats district Saint-Charles (7) | Vote | %     |
| ------ | -------------------------------------- | ------------------------------------ | ---- | ----- |
|        | Parti durable - Équipe Damphousse      | Gaétan Marcil (Sortant)              | 881  | 72,27 |
|        | Regroupement des candidats de quartier | Réjean Lord                          | 338  | 27,73 |

| Partis | Partis                                 | Candidats district De Martigny (8) | Vote | %     |
| ------ | -------------------------------------- | ---------------------------------- | ---- | ----- |
|        | Parti durable - Équipe Damphousse      | Brigitte Collin (Sortante)         | 835  | 80,06 |
|        | Regroupement des candidats de quartier | Chantal Breton                     | 208  | 19,94 |

## Verchères
| Candidats pour la mairie    | Vote            | %               |
| --------------------------- | --------------- | --------------- |
| Alexandre Bélisle (Sortant) | Sans opposition | Sans opposition |

| Candidats conseiller #1     | Vote            | %               |
| --------------------------- | --------------- | --------------- |
| Michèle Tremblay (Sortante) | Sans opposition | Sans opposition |

| Candidats conseiller #2   | Vote | %     |
| ------------------------- | ---- | ----- |
| André Dansereau (Sortant) | 175  | 65,06 |
| Julie Poirier             | 94   | 34,94 |

| Candidats conseiller #3 | Vote            | %               |
| ----------------------- | --------------- | --------------- |
| Luc Fortin (Sortant)    | Sans opposition | Sans opposition |

| Candidats conseiller #4 | Vote            | %               |
| ----------------------- | --------------- | --------------- |
| Gilles Lamoureux        | Sans opposition | Sans opposition |

| Candidats conseiller #5 | Vote            | %               |
| ----------------------- | --------------- | --------------- |
| Claude Ménard (Sortant) | Sans opposition | Sans opposition |

| Candidats conseiller #6  | Vote | %     |
| ------------------------ | ---- | ----- |
| Roger Benjamin (Sortant) | 140  | 65,73 |
| Eric Corriveau           | 73   | 34,27 |